# Ialananindro
Ialananindro è una città e comune del Madagascar situata nel distretto di Lalangina, regione di Haute Matsiatra. 